# Montes de la Valdorba
Montes de la Valdorba este o arie protejată (arie specială de conservare — SAC, sit de importanță comunitară — SCI) din Spania întinsă pe o suprafață de 1.728,62 ha, integral pe uscat.

## Localizare
Centrul sitului Montes de la Valdorba este situat la coordonatele 42°33′48″N 1°33′42″W / 42.5634°N 1.5618°V.

## Înființare
Situl Montes de la Valdorba a fost declarat sit de importanță comunitară în martie 1999 pentru a proteja 18 specii de animale. Situl a fost protejat și ca arie specială de conservare în noiembrie 2006.

## Biodiversitate
Situată în ecoregiunea mediteraneană, aria protejată conține 7 habitate naturale: Păduri de Quercus ilex și Quercus rotundifolia, Pajiști uscate seminaturale și facies de acoperire cu tufișuri pe substraturi calcaroase (Festuco-Brometalia) (* situri importante pentru orhidee), Galerii de Salix alba și de Populus alba, Matorral arborescenți cu Juniperus spp., Păduri de fag din Europa Centrală dezvoltate pe sol calcaros cu Cephalanthero-Fagion, Păduri iberice de Quercus faginea și Quercus canariensis, Lande oro-mediteraneene cu formațiuni endemice de grozamă.
La baza desemnării sitului se află mai multe specii protejate:
- păsări (15): fâsă-de-câmp (Anthus campestris), buha (Bubo bubo), caprimulg (Caprimulgus europaeus), șerpar (Circaetus gallicus), erete vânăt (Circus cyaneus), erete cenușiu (Circus pygargus), presură de grădină (Emberiza hortulana), vulturul pleșuv sur (Gyps fulvus), acvilă pitică (Hieraaetus pennatus), ciocârlie de pădure (Lullula arborea), gaia neagră (Milvus migrans), gaia roșie (Milvus milvus), vultur egiptean (Neophron percnopterus), viespar (Pernis apivorus), silvie de tufiș (Sylvia undata)
- mamifere (1): liliac cârn (Barbastella barbastellus)
- nevertebrate (1): rădașcă (Lucanus cervus)
- pești (1): Parachondrostoma miegii

Pe lângă speciile protejate, pe teritoriul sitului au mai fost identificate 2 specii de plante, 3 specii de mamifere, 1 specie de pești.